# Julius von Egloffstein (Jurist)
Gottlob Julius Christian Karl Freiherr von und zu Egloffstein (* 9. September 1809 in Erlangen; † 18. Februar 1884 in Jena) war ein großherzoglich sächsischer Kammerherr und Präsident des Thüringer Oberlandesgerichts.

## Leben
Julius entstammte dem Adelsgeschlecht von Egloffstein. Er studierte an der Julius-Maximilians-Universität Würzburg. Mit Philipp von Zu Rhein und Eduard von Bomhard wurde er 1829 im Corps Bavaria Würzburg aktiv. Er war der erste Präsident des Thüringer Oberlandesgerichts. Die Stadt ernannte ihn zum Ehrenbürger.

## Familie
Egloffstein heiratete am 11. Juli 1843 Marie Vitzthum von Egersberg (1817–1885). Aus der Ehe gingen folgende Kinder hervor:
- Klaus von und zu Egloffstein (1844–1933), preußischer General der Infanterie
- Heinrich von und zu Egloffstein (1845–1914), preußischer General der Infanterie
- Auguste Wilhelmine Karoline (1850–1934) ⚭ Bernhard Sigmund Schultze, Professor für Gynäkologie an der Universitätsfrauenklinik Jena
- Wilhelm von und zu Egloffstein (1853–1929), preußischer General der Infanterie
- Leonhard (1846–1870), preußischer Leutnant, gefallen im Gefecht von Épinay-sur-Seine vor Paris (30. November 1870)